# Maria Anna Josepha Althann

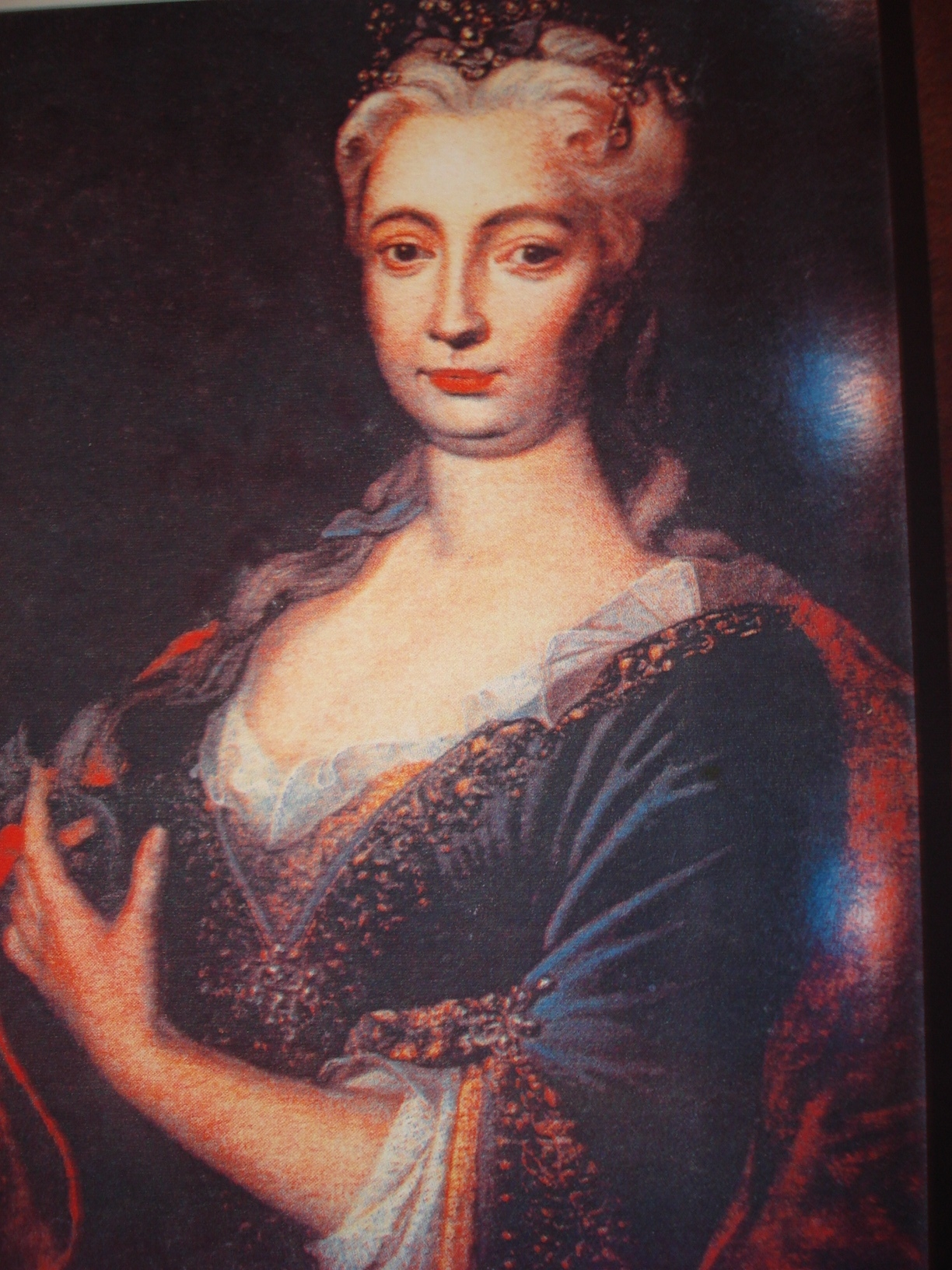
Maria Anna Josepha Althann geb. Pignatelli (1689–1755)

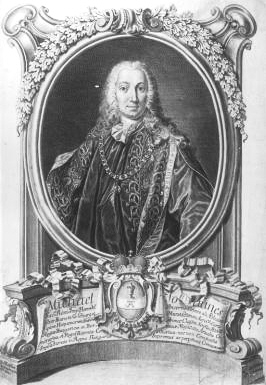
Bildnis Johann Michael von Althanns

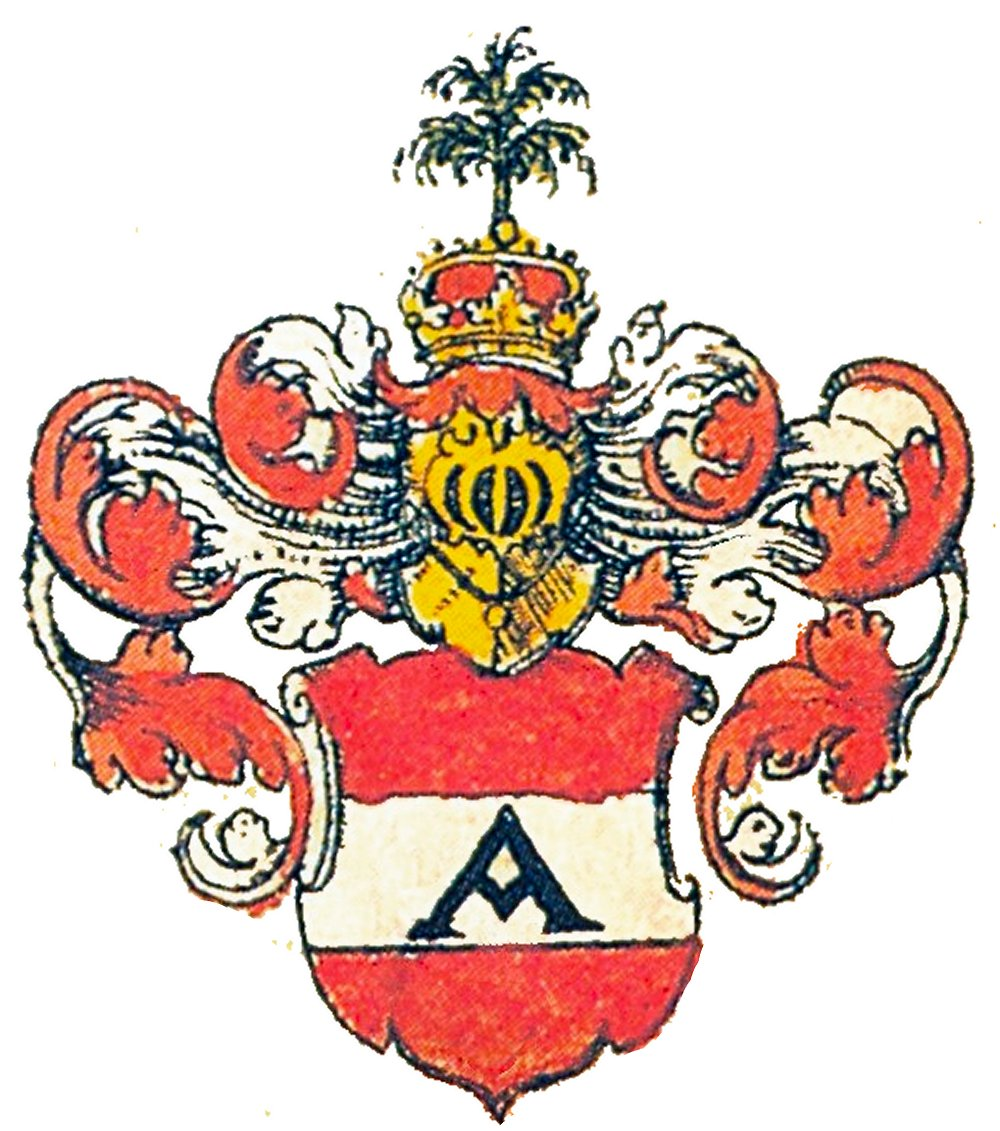
Wappen derer von Althann

Maria Anna Josepha Gräfin von Althann (* 26. Juli 1689 in Alcúdia; † 1. März 1755 in Wien) war die Ehefrau von Johann Michael von Althann, Mäzenatin und Vertraute Karl VI.

## Leben
Maria Anna Josepha Althann wurde als Marchesa Pignatelli am 26. Juli 1689 in Alcúdia geboren, ihre Eltern waren Dominik Fürst Pignatelli und Anna d’Aimerich. 1711 ging Karl VI. nach Deutschland, um als Nachfolger Josephs I. Kaiser des Heiligen Römischen Reiches Deutscher Nation zu werden. Dabei folgten ihm mehrere spanische adlige Familien, darunter auch die Pignatellis. Am Kaiserhof lernte sie Johann Michael von Althann, einen Vertrauten Karl VI., kennen, der sogleich um ihre Hand warb. Sie willigte ein, sodass sie mit ihm in Barcelona in die Ehe eintrat.
Als Vertraute des neuen Kaisers und der Gräfin Eleonore Batthyány-Strattmann, die eine der einflussreichsten Frauen am Hof war, setzte sich Althann für die Förderung italienischer Maler und Dichter ein. So fielen unter ihre Förderung Pietro Metastasio, Apostolo Zeno und Garelli, aber auch die historischen Arbeiten der Benediktiner Bernhard Pez, Hieronymus Pez und Gottfried Bessel. Auch beschäftigte sie sich mit Genealogie und Heraldik. Althann war der spanischen Partei am Hofe zugehörig, ob sie sich aber auch in der Politik engagierte, ist nicht bekannt. Constantin von Wurzbach gibt eine Quelle wieder, die von einer Einmischung Althanns in Staatsangelegenheiten erzählt, aber selber keinen Beleg dafür angibt. Maria Anna Josepha Althann starb in Wien am 1. März 1755, vom Kaiser als Palastdame und mit dem Sternkreuzorden ausgezeichnet.
Hellmuth Rößler beschrieb Althann als feingeistige und schöne Spanierin, während Rochus von Liliencron sie als Beschützerin von Kunst und Wissenschaft sah und ihr so eine wichtige Rolle zuschrieb. Nach dem Tod ihres Gatten 1722 habe sie sich, so lautet ein Gerücht der damaligen Zeit, mit dem Dichter Pietro Metastasio heimlich verheiratet, den sie bereits früher unterstützt hatte. Von Liliencron stuft diese Aussage aber als nicht haltbar ein. Auch er gibt an, sie habe Schönheit, Herz und Geist besessen. Ebenfalls Constantin von Wurzbach zeichnet sie für diese Eigenschaften aus, außerdem habe sie sich für die Armen eingesetzt. Er gibt ferner das Gerücht um Althanns zweite heimliche Ehe auch als bloße Vermutung an, die nicht bewiesen werden könne. In Wien war sie allgemein beliebt, geachtet und einflussreich und wurde von dem Volk allgemein ob ihrer spanischen Herkunft als „spanische Althann“ bezeichnet. Im Schloss Frain, Steiermark, befindet sich ein Ölgemälde Althanns, das von einem unbekannten Maler angefertigt worden war. Sie wurde auch in Kroatien bekannt, wo sie, zusammen mit ihrem Mann, seit 1719 die Besitzerin der Herrschaft Međimurje war.
Der Ehe mit Johann Michael von Althann entstammen sechs Kinder, darunter Michael Johann, der Vizepräsident der Obersten Justizstelle wurde, und Michael Anton Ignaz, späterer General der Kavallerie.